# 馮佐周
冯佐周（越南语：／，？—1241年），越南李朝、陈朝官员。
冯佐周原为李朝的内官判首，与陈守度相友善。1211年，李惠宗派奉御范布迎接陈氏，陈守度令冯佐周护送。李惠宗患有精神疾病，无法上朝。便由皇女李佛金继位，是为李昭皇，封冯佐周为辅国太傅。1225年，在冯佐周的建议下，惠宗同意让昭皇禅位给自己的丈夫陈煚。陈煚继位，是为陈太宗，开创陈朝。
陈朝建立后，陈太宗认为冯佐周功劳很大，在1226年，令他权知乂安府，给予他授予别人爵位的权利，自佐职、舍人以下，诣阙奏闻。他在陈朝初年的权势仅在陈守度之下。1233年，奉命阅定乂安府诸名邑。翌年，加封兴仁王。1236年，又加封为兴仁大王。
1239年，被授予入内太傅，遣归即墨鄕，起造宫室殿宇。翌年，奉命营造清化府行宫五处。1241年病卒。